# Giuseppe Fagiolari
Giuseppe Fagiolari (Perugia, 11 maggio 1875 – Roma, 29 dicembre 1950) è stato un magistrato e politico italiano.

## Biografia
Laureatosi in giurisprudenza nel 1898, divenne consigliere di Stato il 14 settembre 1916.
Nel corso degli anni fu: Commissario straordinario del Comune di Napoli (4 ottobre 1919-3 aprile 1920), Giudice del Tribunale supremo di guerra e marina (1918), incaricato delle funzioni di direttore generale nel Ministero delle terre liberate (1921-1923), Vicepresidente della Commissione per la liquidazione dei beni dei sudditi ex nemici e Capo ufficio stralcio per i beni ex nemici.
Il 23 maggio 1939 venne nominato Senatore del Regno d'Italia per la XXX Legislatura, venendo poi dichiarato decaduto nel 1944. Presidente di sezione del Consiglio di Stato dal 7 agosto 1936 all'11 maggio 1945, fu nominato Presidente onorario del Consiglio di Stato (11 maggio 1945).
Morì il 29 dicembre 1950 all'età di 75 anni.